# 番の州臨海工業団地

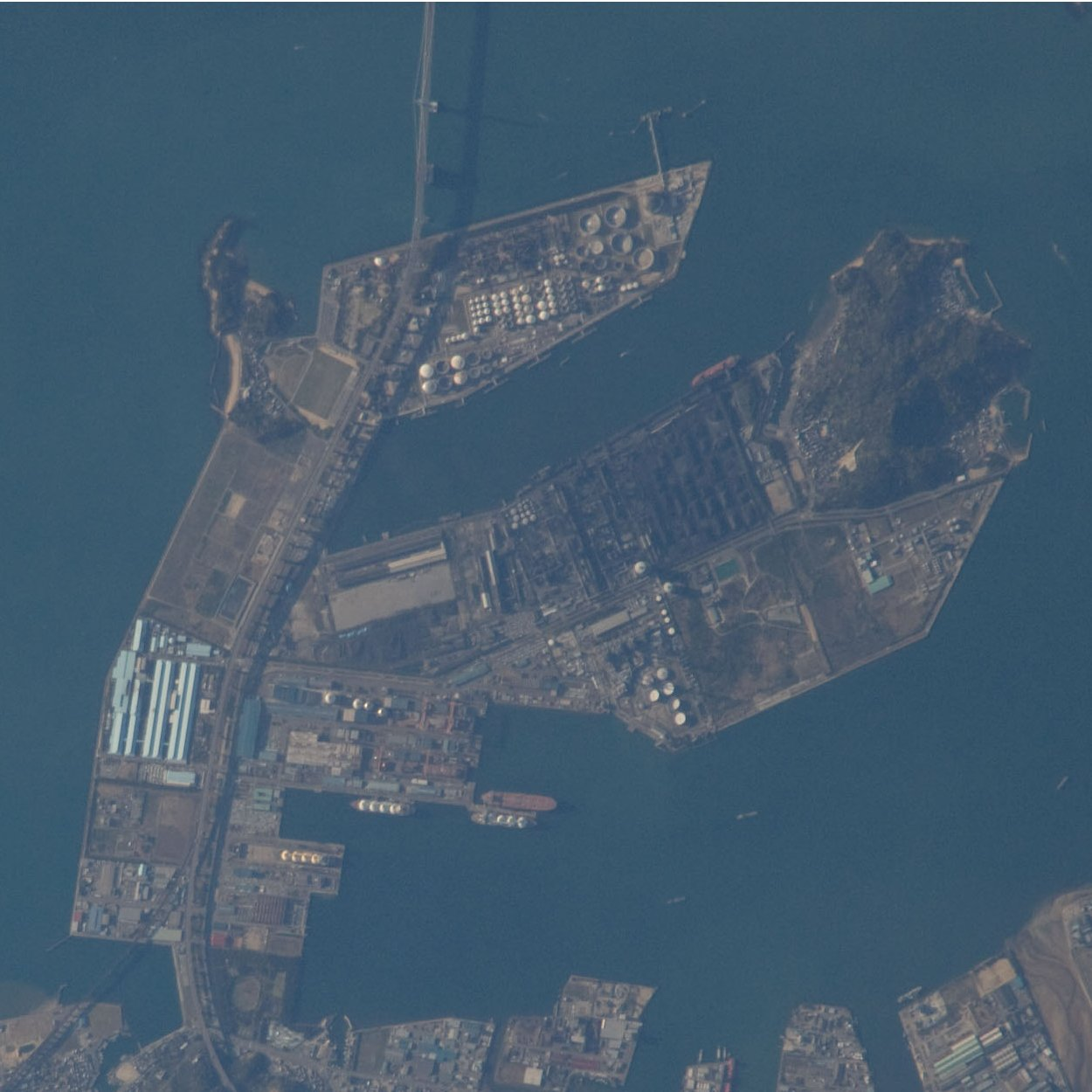
番の州臨海工業団地。2009年4月9日に国際宇宙ステーションから撮影

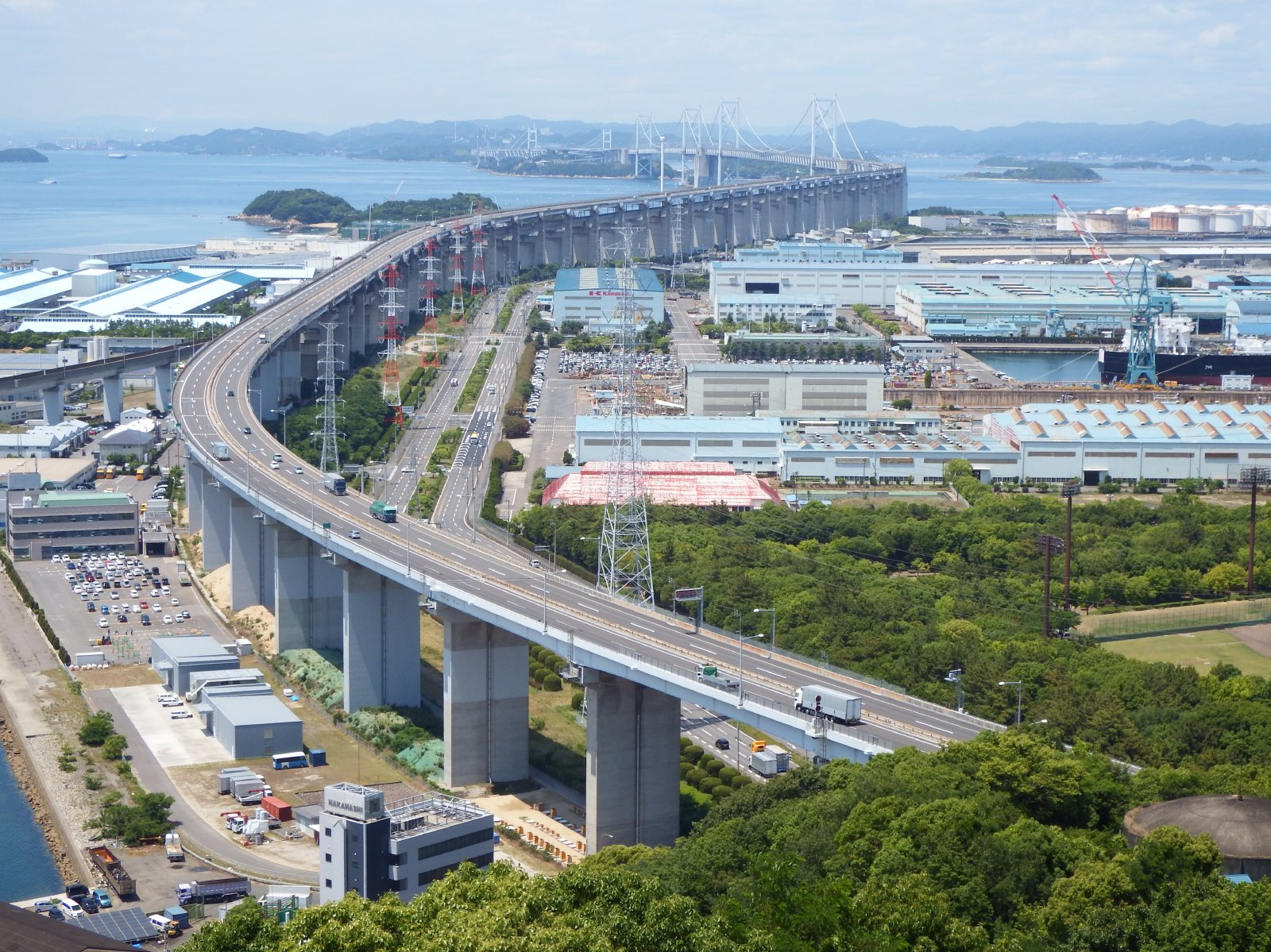
聖通寺山から望む番の州臨海工業団地

番の州臨海工業団地（ばんのすりんかいこうぎょうだんち）は、香川県のほぼ中央に位置し瀬戸内海に面した臨海工業団地・コンビナート。坂出市と宇多津町にまたがり、瀬戸内工業地域の一翼を担うと同時に香川県における重工業の中核でもある。

## 概要

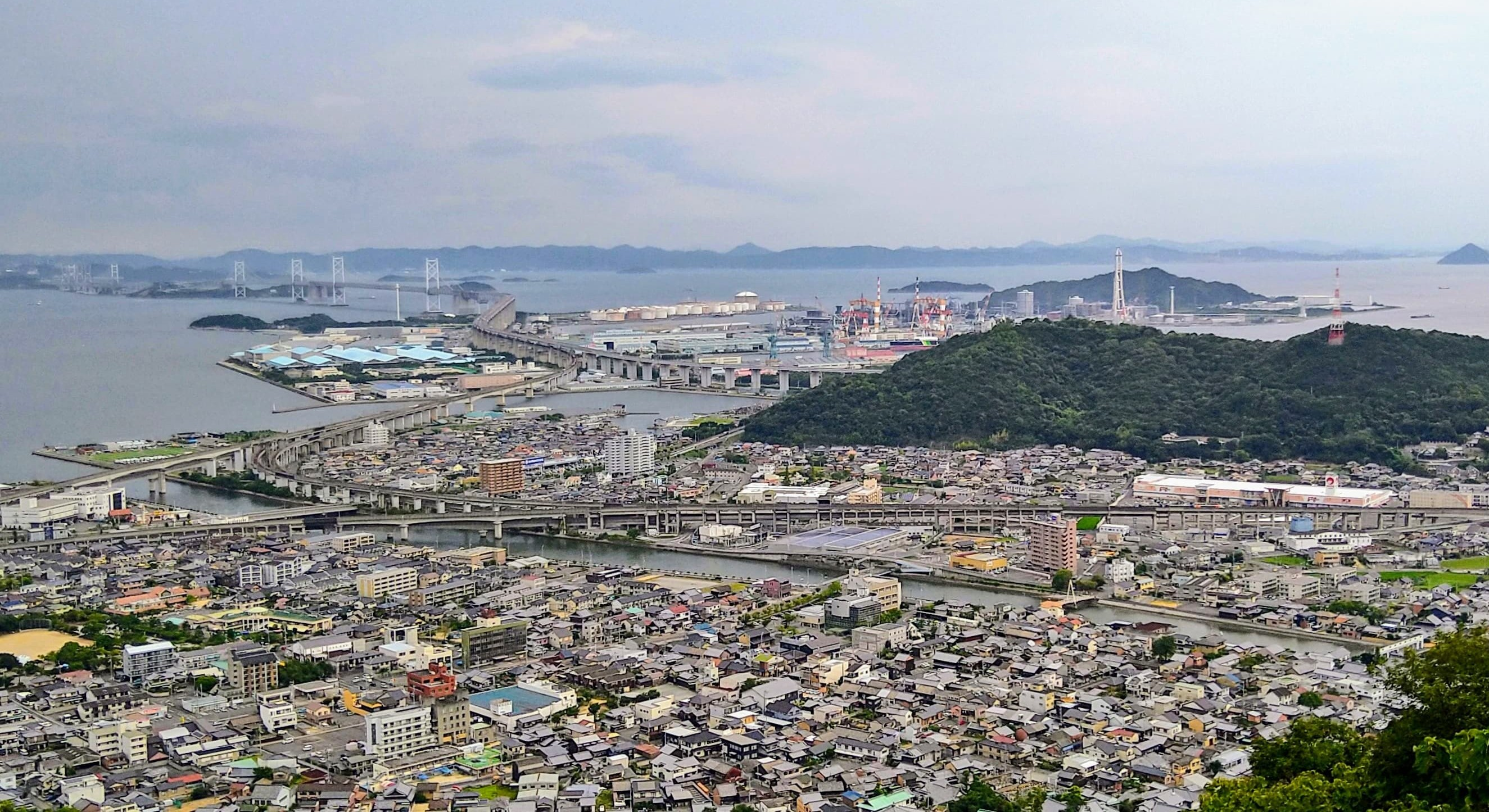
番の州を青ノ山より

当工業団地は1965年（昭和40年）から1972年（昭和47年）にかけて、香川県の単独事業として、番の州（坂出市沖合いの沙弥島と瀬居島の間に広がっていた浅瀬）を埋め立てて造成した。工業団地全体の面積は620万8366平方メートル。うち工業用地面積は約490万平方メートルである。残りは公園等に利用されている。埋立には備讃瀬戸南航路の浚渫により生じた約5000万立方メートルの土砂が使用された。このため総事業費は約140億円と、この規模の埋立にしては安価で済んだ。
団地の中心を瀬戸大橋が貫通しており、四国の玄関口としての立地条件に恵まれている。電力は団地内にある番の州変電所から配電している。

## 主な進出企業
番の州緑町
- 坂出LNG基地
- コスモ石油

番の州町
- 三菱ケミカル
- ライオンケミカル
- 四国電力坂出発電所

川崎町
- 川崎重工業

宇多津町
- YKK AP

## 主な施設
- 瀬戸大橋記念公園（記念館、マリンドーム、展望タワー、球技場等）
- 香川県立東山魁夷せとうち美術館
- 番の州公園（番の州球場）

## 交通
本州方面より
瀬戸中央自動車道坂出北ICを降りてすぐ北。坂出北I.Cは本州方面に対してにのみのハーフインターチェンジであるため四国内から当団地に向かう時に利用することはできない。
四国内より
瀬戸中央自動車道／高松自動車道坂出ICを降りて北へ香川県道経由約4km。